# NRE-terrein

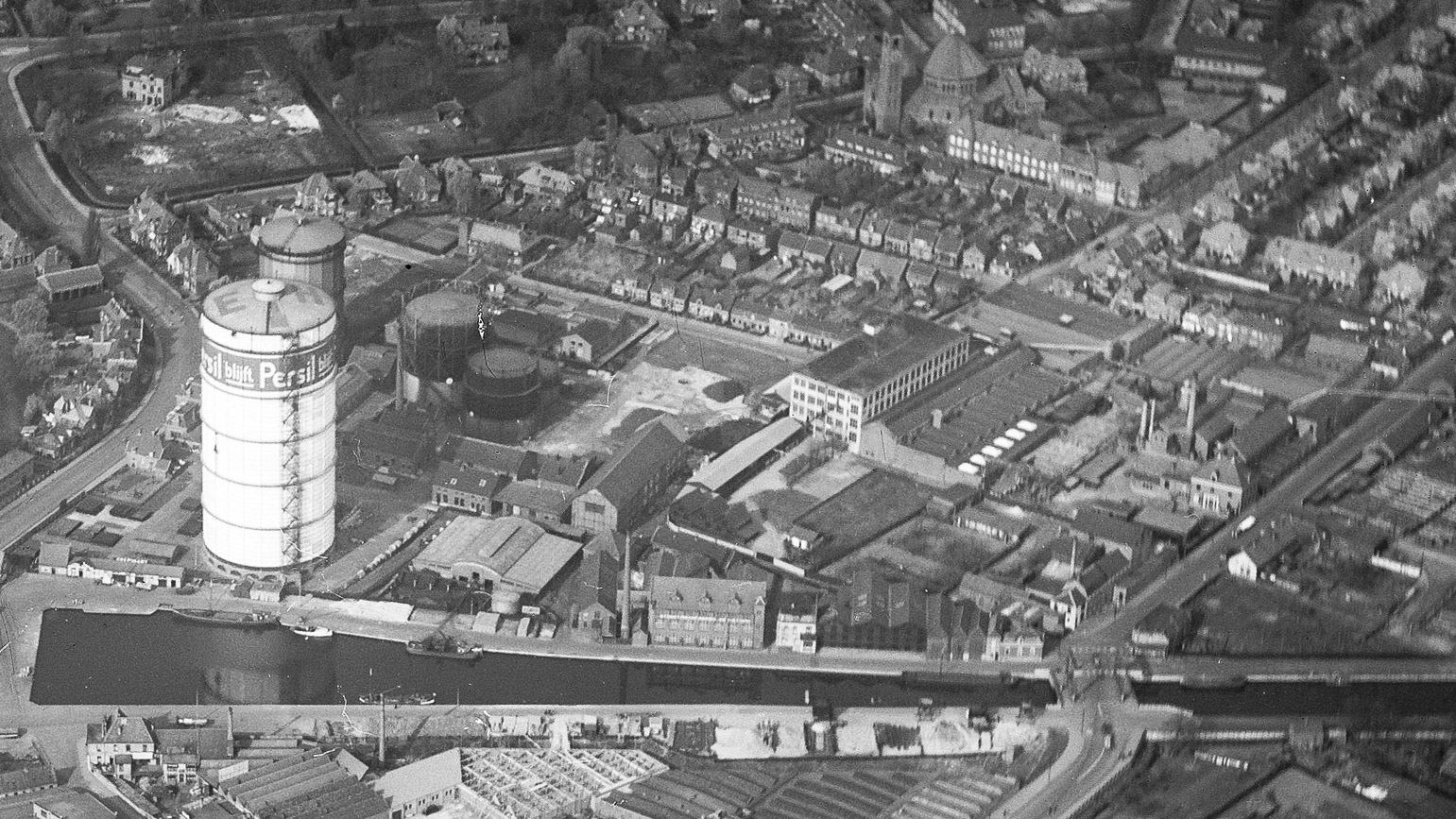
Het terrein van de Eindhovense gasfabriek in de jaren 1930

Het NRE-terrein is een gebied tussen de Nachtegaallaan en de Dommelhoefstraat te Eindhoven, waar zich een aantal nutsbedrijven bevonden en deels nog bevinden.

## Geschiedenis
De eerste gasfabriek van Eindhoven was gelegen aan de Paradijslaan, vrijwel in het centrum van de stad. Deze fabriek kwam in 1858 in productie. Eerst was dit een particulier bedrijf, dat in 1898 door de gemeente werd overgenomen.
Vanwege de luchtverontreiniging, de veiligheid en -vooral- de goedkopere aanvoer van steenkool via het Eindhovens Kanaal, werd in 1899 een nieuwe fabriek gebouwd, op wat later het NRE-terrein zou worden. Architect was Louis Kooken. In 1910 werd deze fabriek uitgebreid. Er werden een aantal zeer grote gashouders geplaatst. In 1912 kwam ook de Peelcentrale op het terrein, welke in 1915 alweer failliet ging en overgenomen werd door de PNEM. In 1925 werd een grote gashouder van 45 meter hoog gebouwd, die ook lang na de Tweede Wereldoorlog nog het stadsbeeld zou bepalen.
De gasfabriek werd als zodanig stilgelegd in 1930. Het was toen namelijk mogelijk geworden om het gas over grotere afstanden te vervoeren, en men ging gas -in plaats van het zelf te produceren- betrekken van de Staatsmijnen. Dit was het zogenaamde mijngas. Hierdoor was de Eindhovense bevolking goeddeels bevrijd van de stank, het stof, de rook en het geraas. Slechts de watergasfabriek (uit 1924) bleef bestaan, omdat Philips hier nog behoefte aan had. Er kwam een gasontvangststation en het gas moest gezuiverd worden en op druk gebracht. De enorme gashouders voorzagen in een buffervoorraad. Vooral de Goliath uit 1930, met een hoogte van 84 meter, was een opvallende verschijning. In 1941 werd deze getroffen bij een Brits bombardement en brandde uit. Tijdens de bevrijding, in 1944, werden ook de andere gashouders beschadigd.
Het complex heeft na de Tweede Wereldoorlog nog een aantal veranderingen ondergaan. Zo werd in 1953 een nieuw kantoorgebouw aan de Nachtegaallaan in gebruik genomen, ontworpen door C. Geenen.
Na de komst van het aardgas in 1966 werd dit complex grotendeels overbodig. Er kwam een aardgasontvangststation in Acht en opslag en distributie verdwenen van het terrein aan de Nachtegaallaan. Ook de nog resterende gashouders werden gesloopt. Wat bleef waren enkele kantoren, werkplaatsen en toonzalen. 

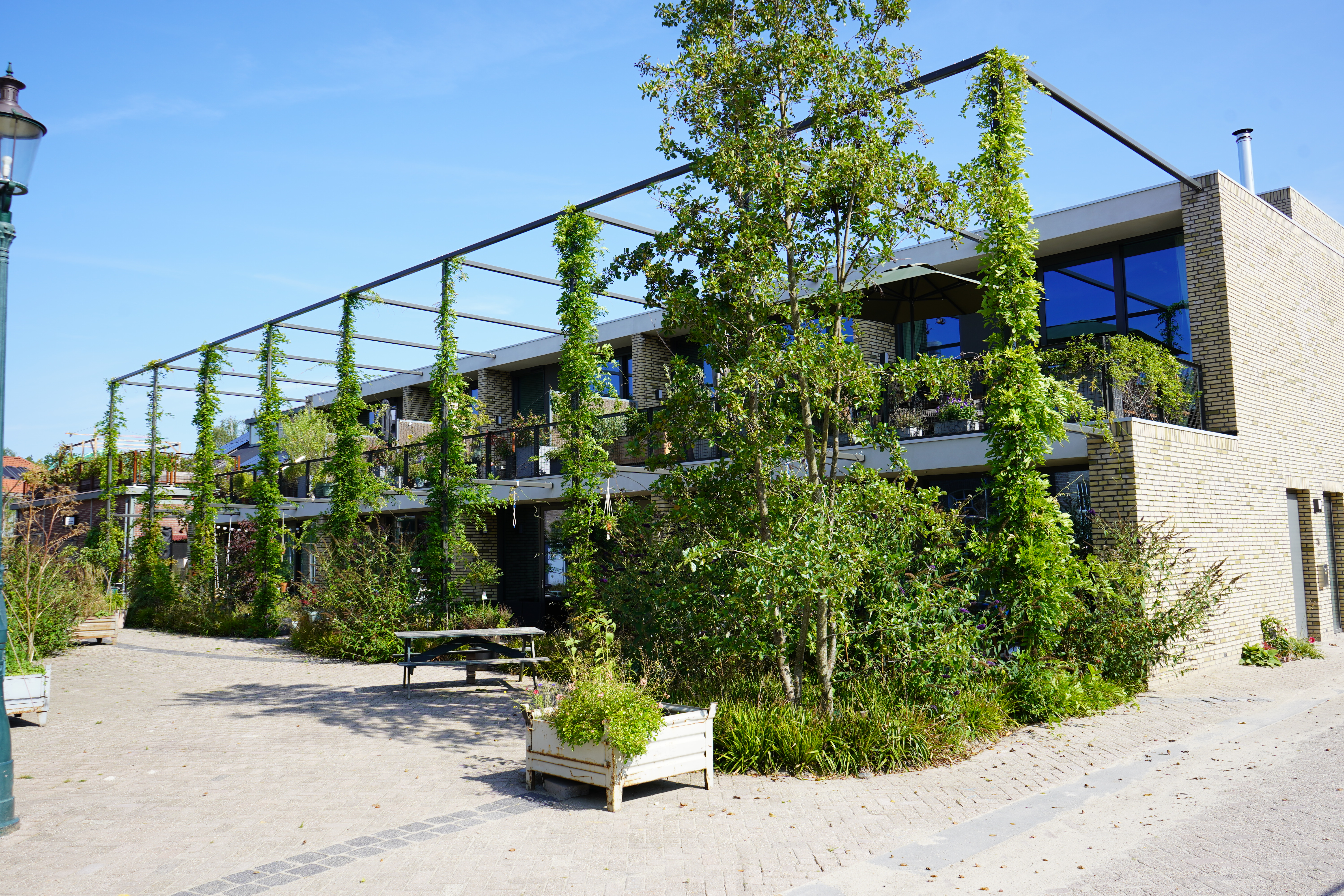
Woningen op het NRE-terrein, 2021, adres Gashouder 10 t/m 22

In 1989 werden de gemeentelijke nutsbedrijven (gas, water en elektriciteit) ondergebracht in de NRE (Nutsbedrijven Regio Eindhoven). Er werd voor de NRE een nieuw kantoor aan het havenfront gebouwd (hierbij werd het havenhoofd verkleind). Hier was ooit de steenkoolopslag ten behoeve van de gasfabriek gevestigd. In 2007 werd de NRE omgezet in Endinet. Dit bedrijf was voornemens het NRE-terrein te verlaten. In 2010 werd het terrein aangekocht door de gemeente, met als doel het te herontwikkelen. In 2016 was er onder meer het Erfgoedhuis en een restaurant op het complex gevestigd. In de jaren daarna zijn er ook woningen gebouwd. Op het terrein herinneren de straatnamen Gasfabriek en Gashouder aan het verleden.
De renovatie werd bekroond met de Pieter van Vollenhovenprijs.

## Lijst van de gebouwen
| nr. | Jaar      | Adres                              | Titel                                                                   |
| --- | --------- | ---------------------------------- | ----------------------------------------------------------------------- |
| 1   | 1953      | Nachtegaallaan 15                  | kantoorgebouw                                                           |
| 2   | 1930      | Nachtegaallaan 13A t/m I           | magazijn met toonzaal                                                   |
| 3   | 1960      | Gasfabriek 2 t/m 22                | centrale werkplaats                                                     |
| 4   | 1952      | Gashouder 3                        | kantine met wasruimte                                                   |
| 5   | 1899      | Gasfabriek 5                       | Gasfabriek                                                              |
| 7   | 1950      | Gasfabriek 3A                      | Blowerkamer                                                             |
| 8A  | 1907      | Gasfabriek 3B-C                    | Ketelhuis                                                               |
| 8B  | 1917      | Gasfabriek 3B-C                    | machinekamer (met aanbouw uit jaren 1950)                               |
| 9   | 1924      | Gashouder 6-8-18                   | zuiverhuis                                                              |
| 10  | 1909-1912 | Dommelhoefstraat 28                | Peelcentrale                                                            |
| 11  | 1930      | Dommelhoefstraat 26 / Gashouder 11 | ontvangst- en distributiecentrum voor mijngas                           |
| 17  | 1925      | Dommelhoefstraat 44A               | garagegebouw, vermoedelijk ten behoeve van de nabijgelegen Picusfabriek |

Foto's van de gebouwen
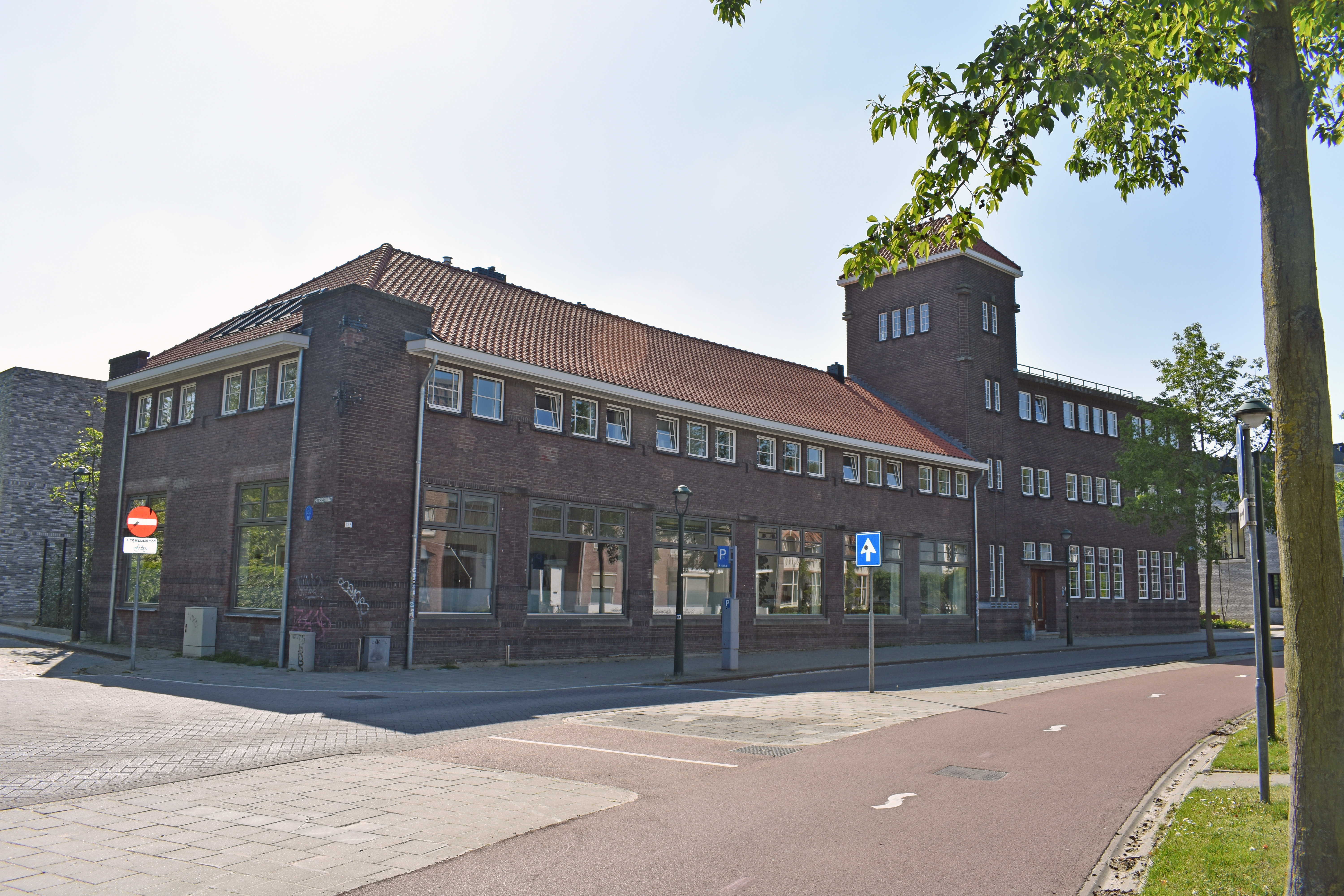
Gebouw 2
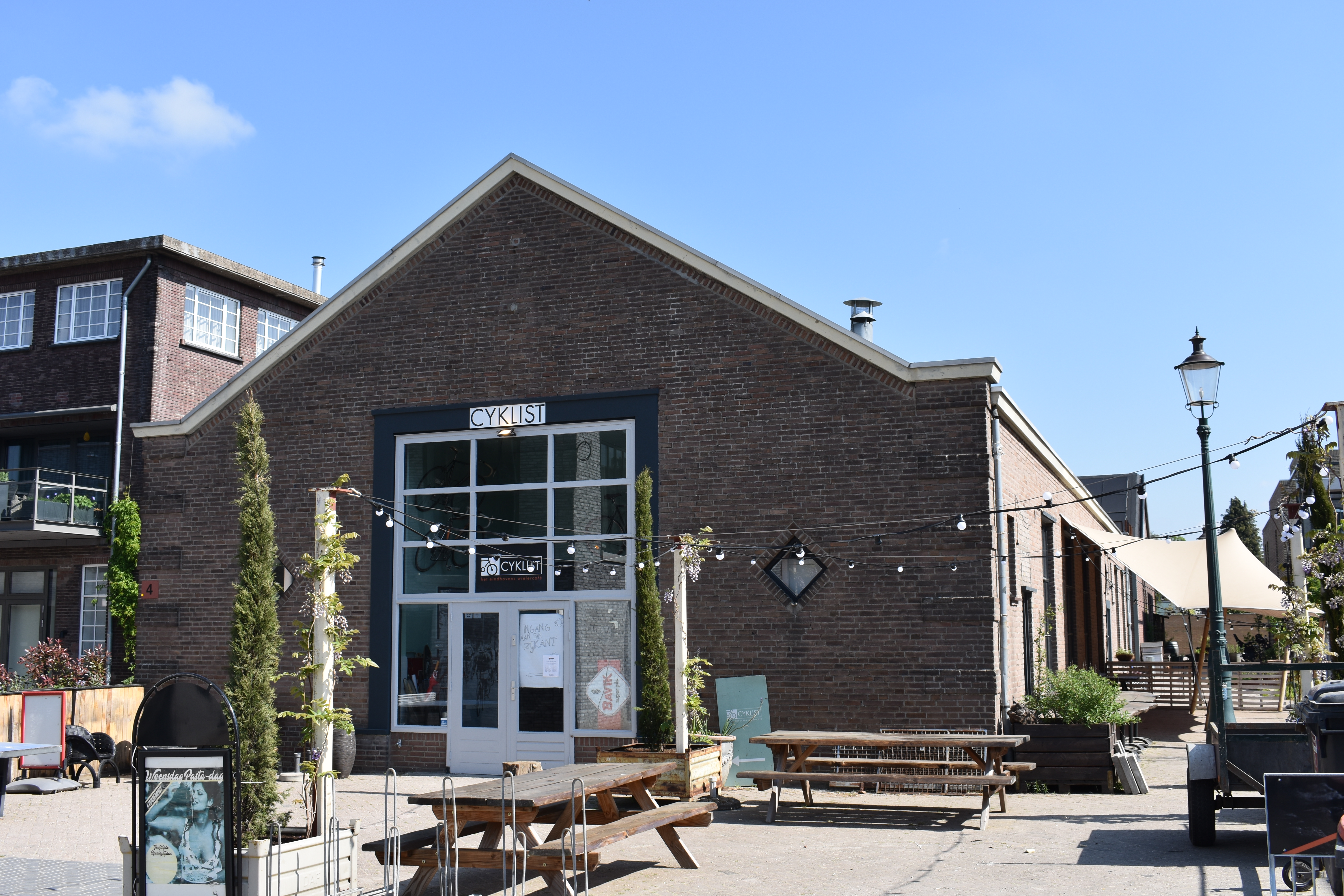
Gebouw 4
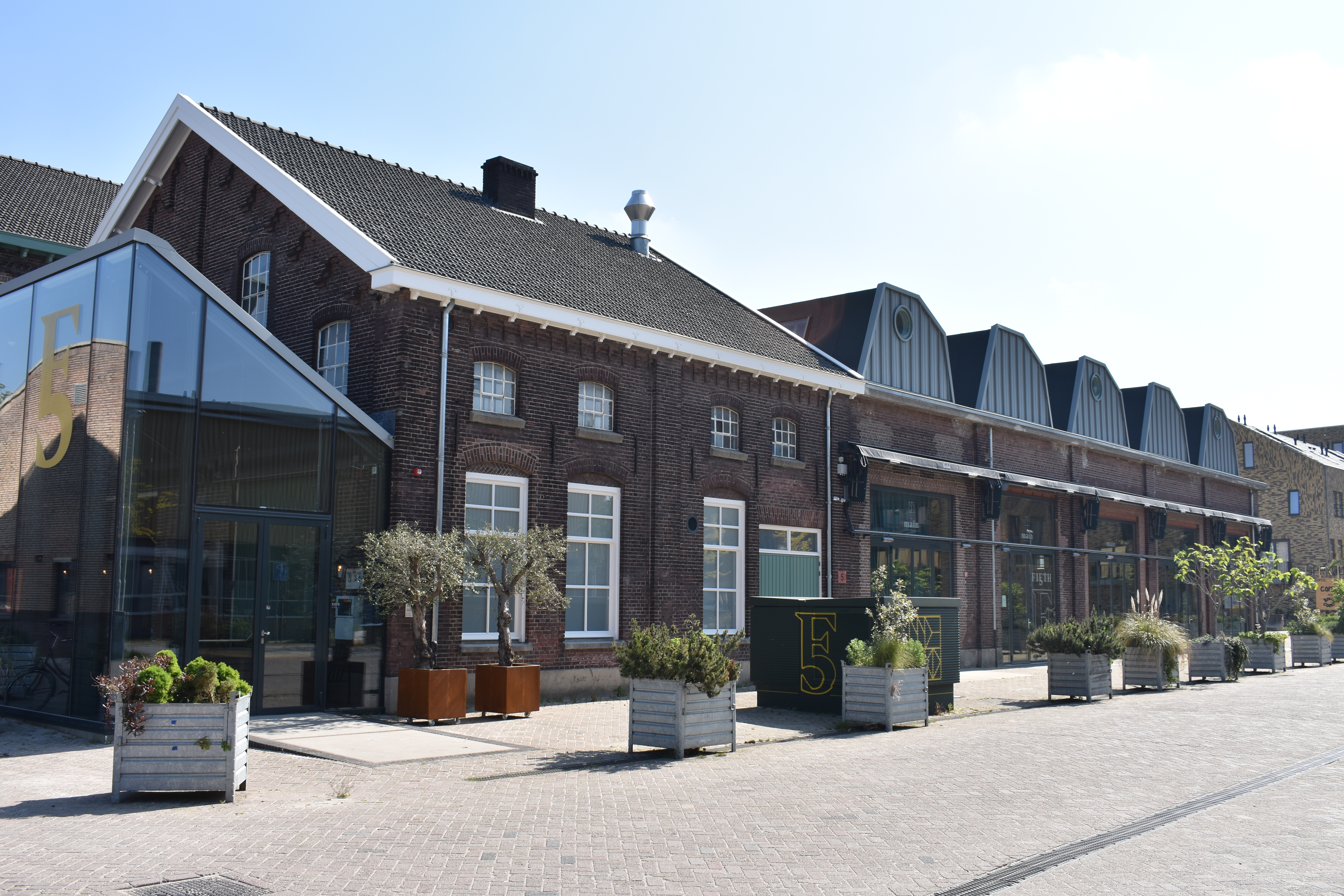
Gebouw 5
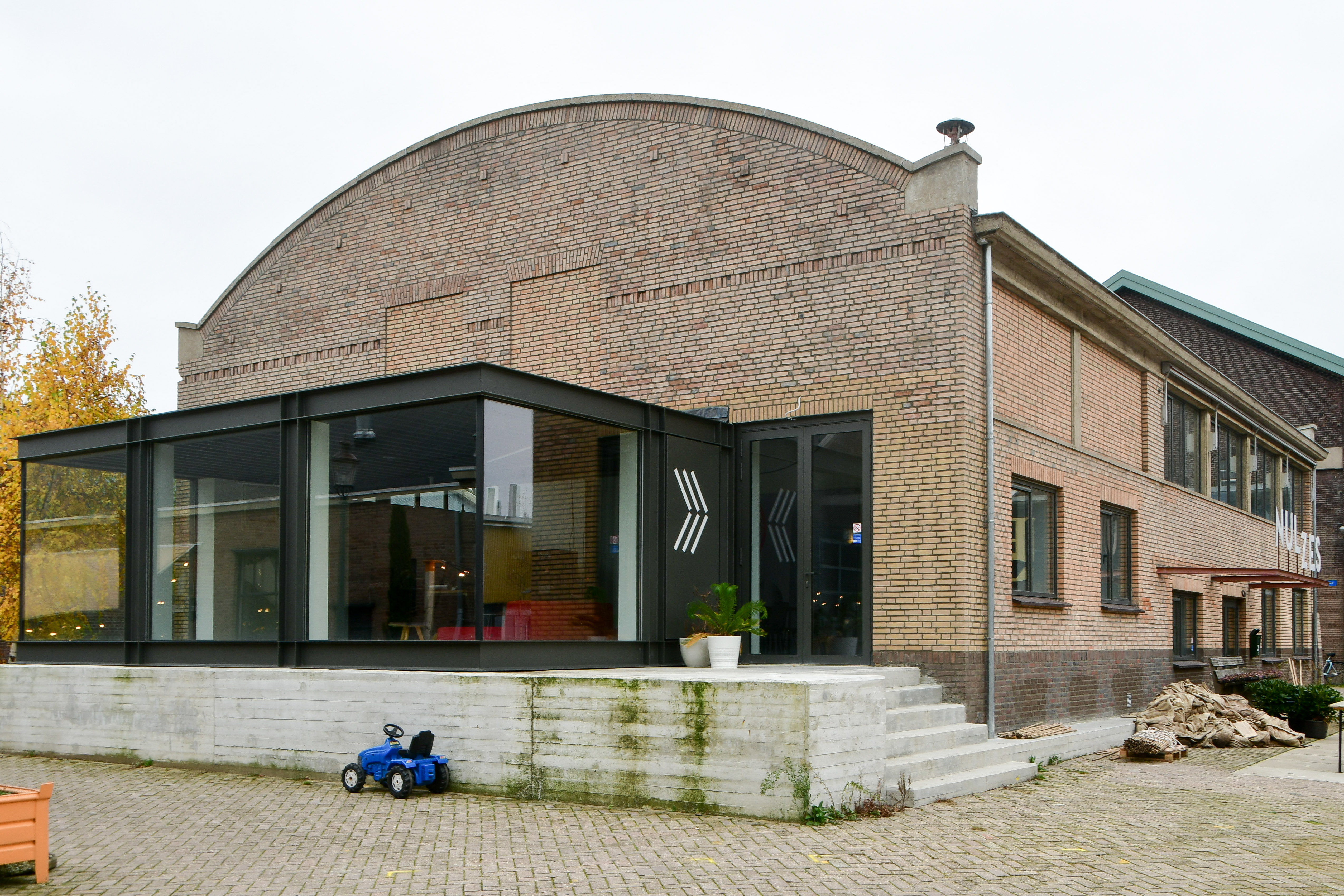
Gebouw 7
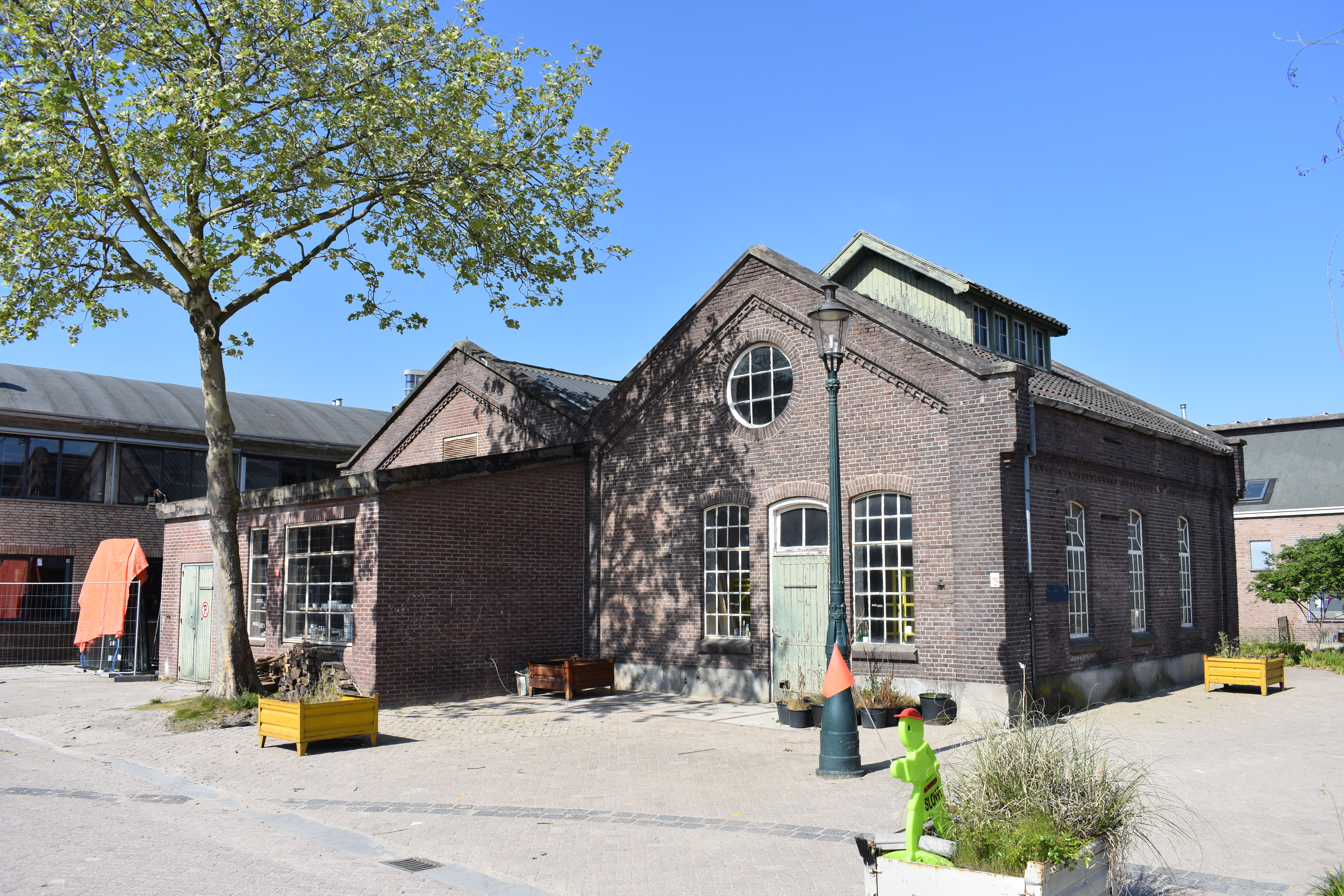
Gebouw 8 (A en B)
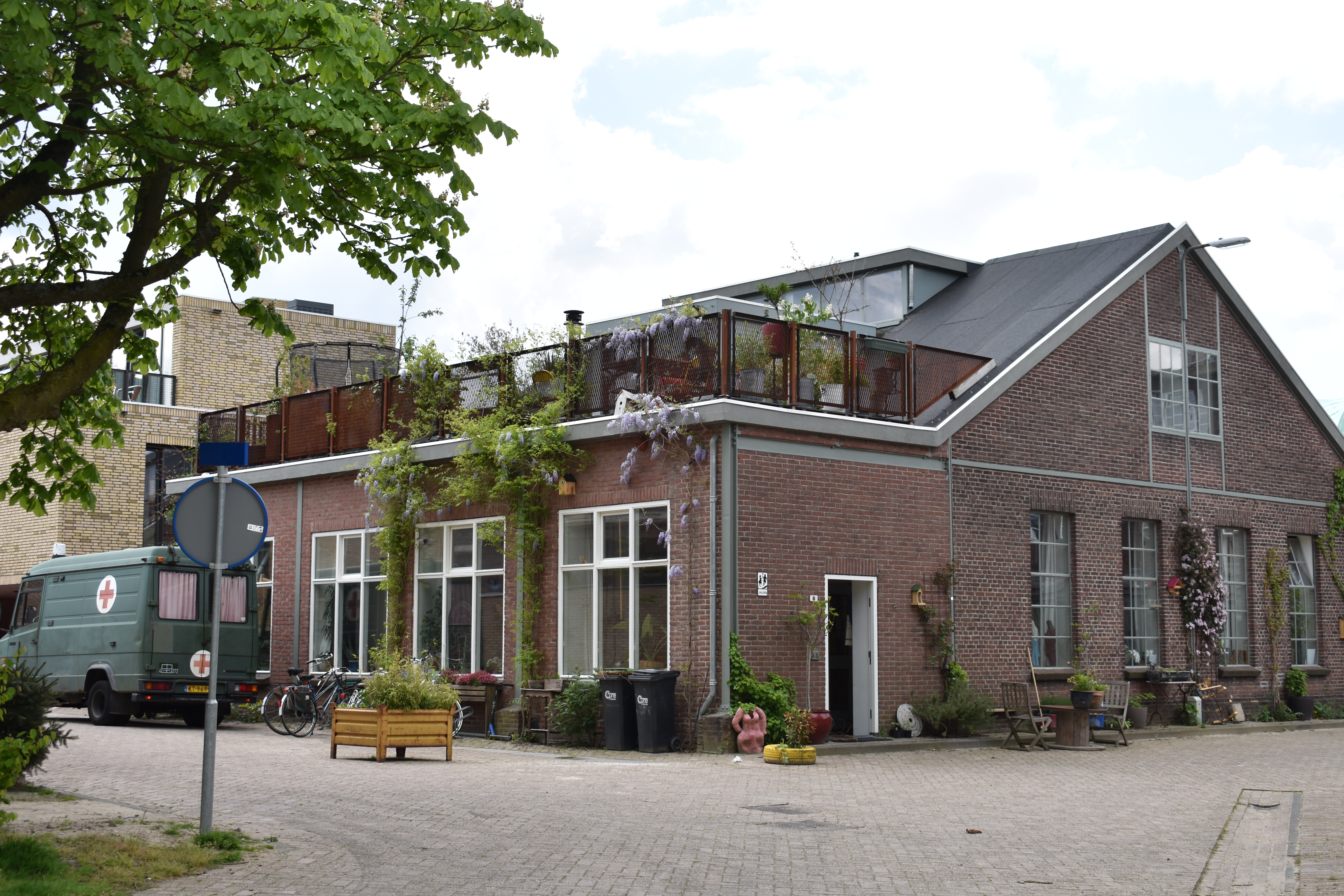
Gebouw 9
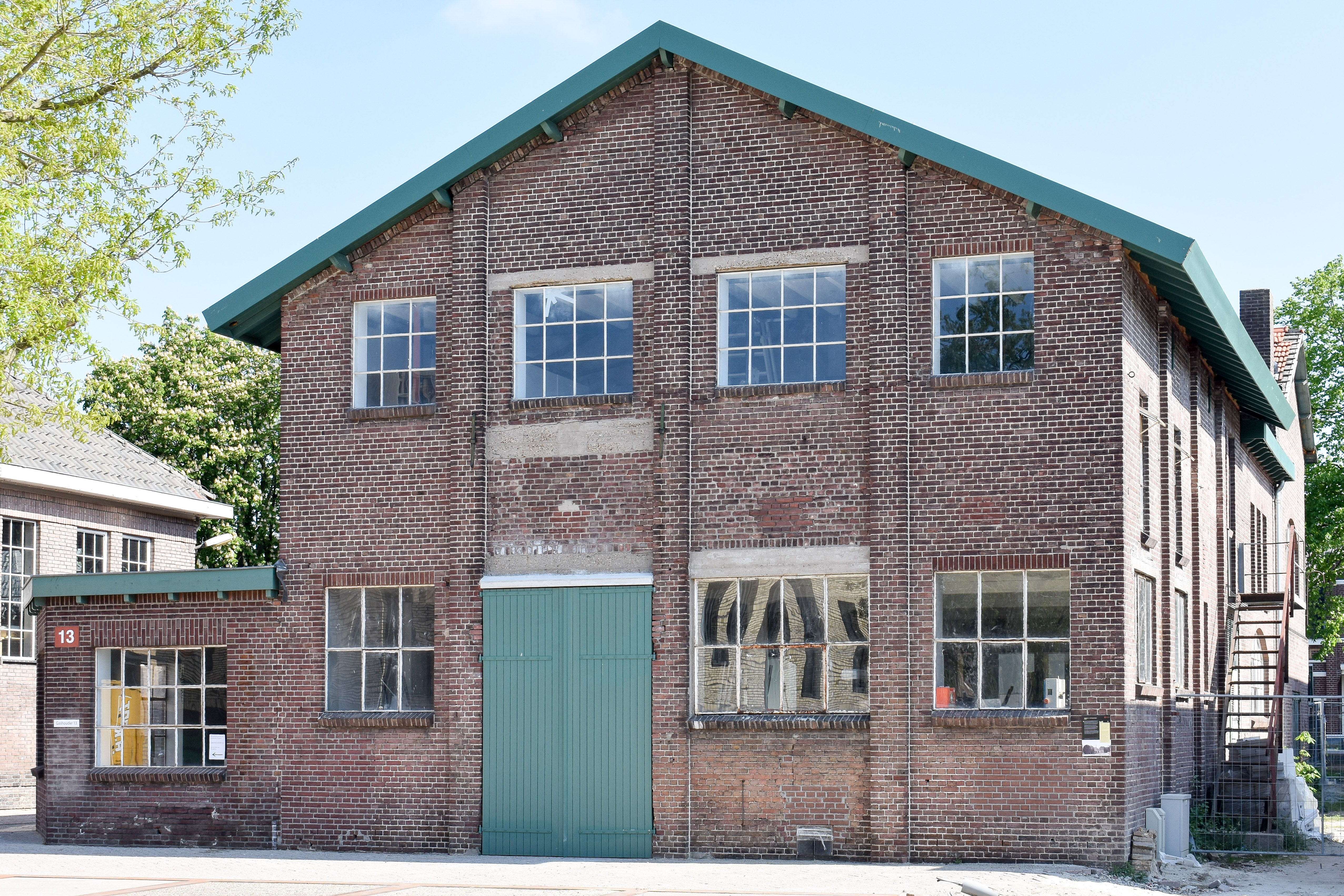
Gebouw 10
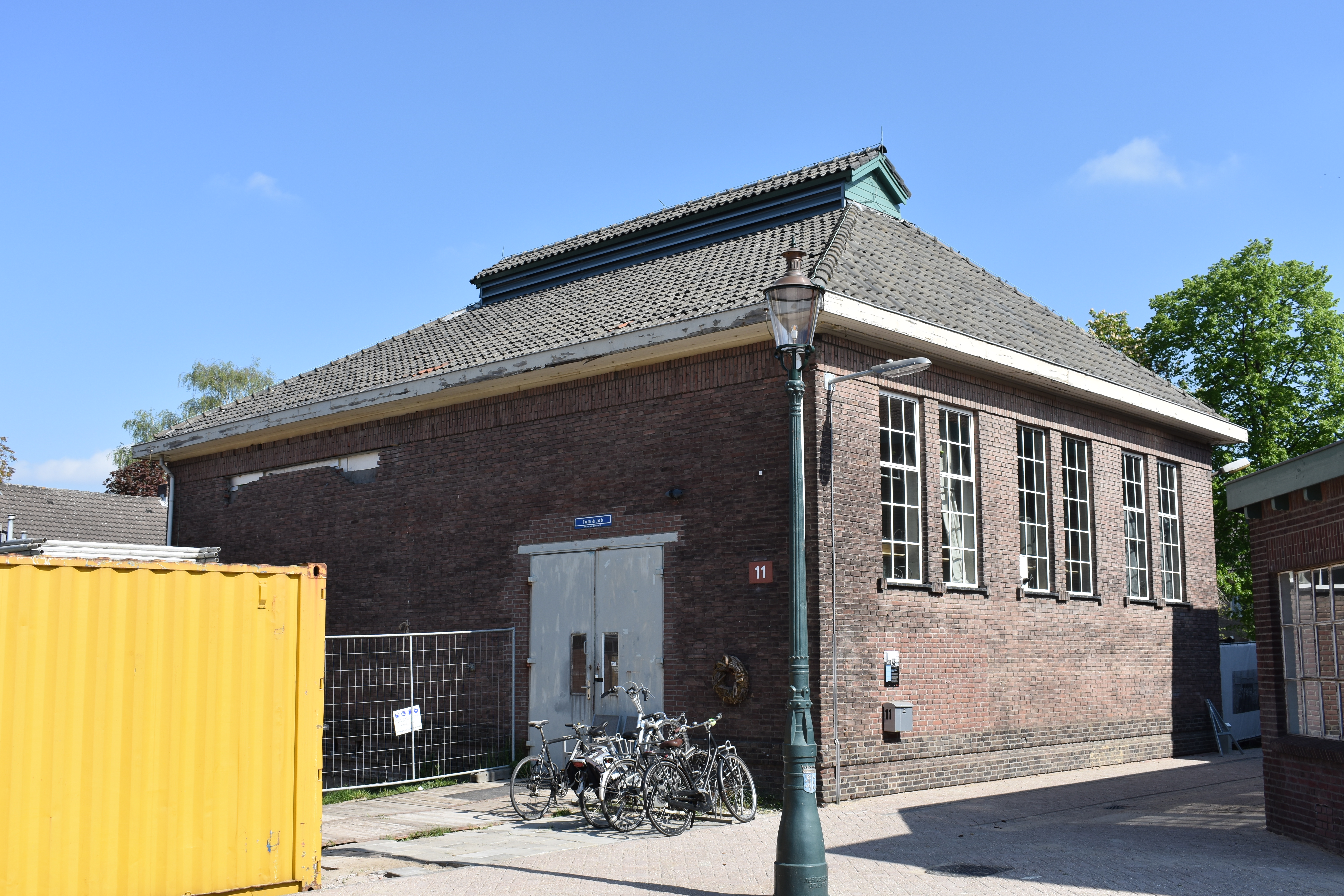
Gebouw 11
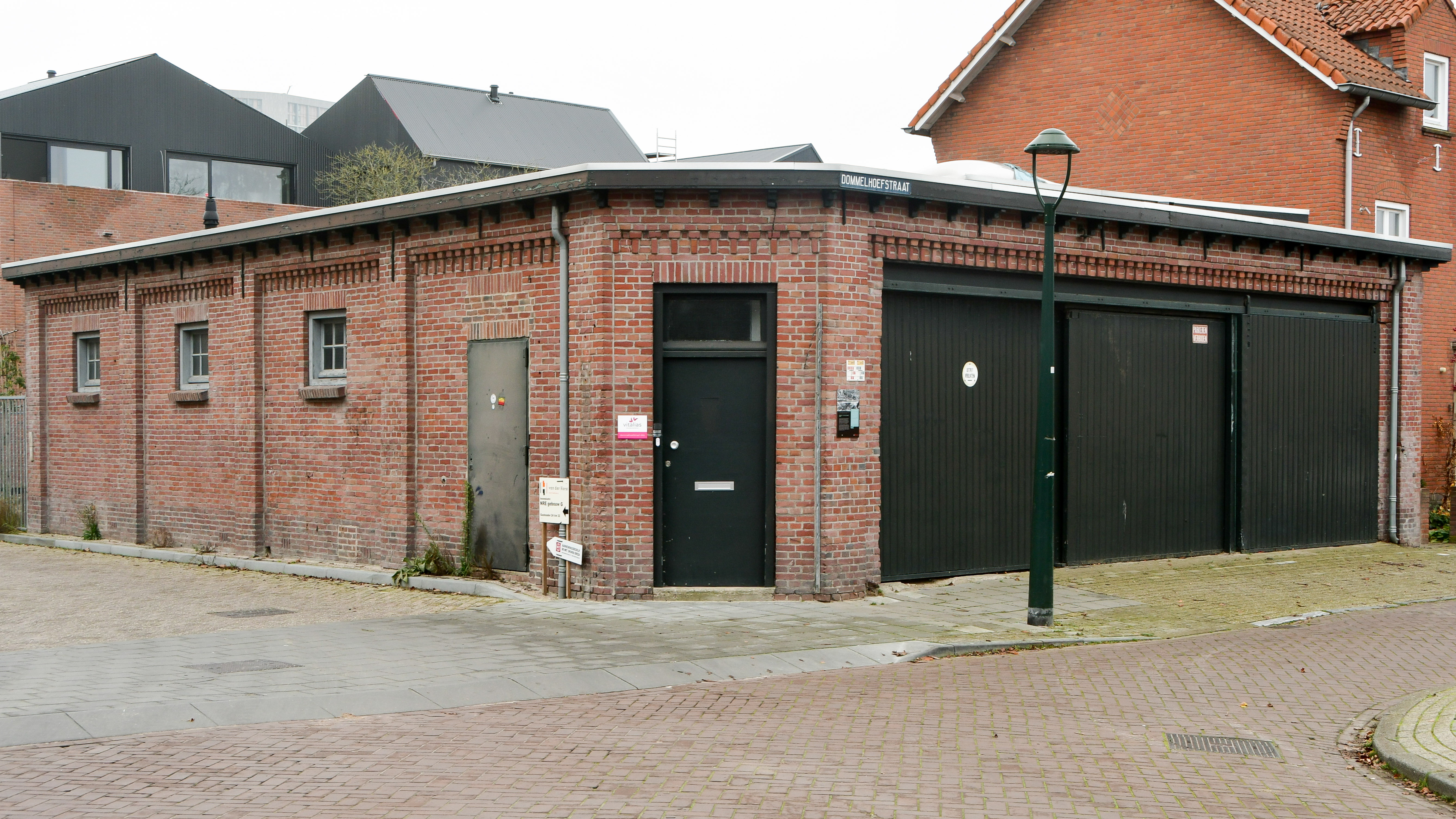
Gebouw 17